# Dahlem (près Bitburg)
Pour les articles homonymes, voir Dahlem.
Dahlem est une municipalité allemande située dans le land de Rhénanie-Palatinat et l'arrondissement d'Eifel-Bitburg-Prüm.